# Emma (ime)
Emma je žensko osebno ime.

## Izvor imena
Ime Emma je različica ženskega osebnega imena Ema.

## Pogostost imena
Po podatkih Statističnega urada Republike Slovenije je bilo na dan 31. decembra 2007 v Sloveniji število ženskih oseb z imenom Emma: 60.

## Osebni praznik
Osebe z imenom Emma lahko godujejo takrat kot osebe z imenom Ema.